# Lámpara de sal

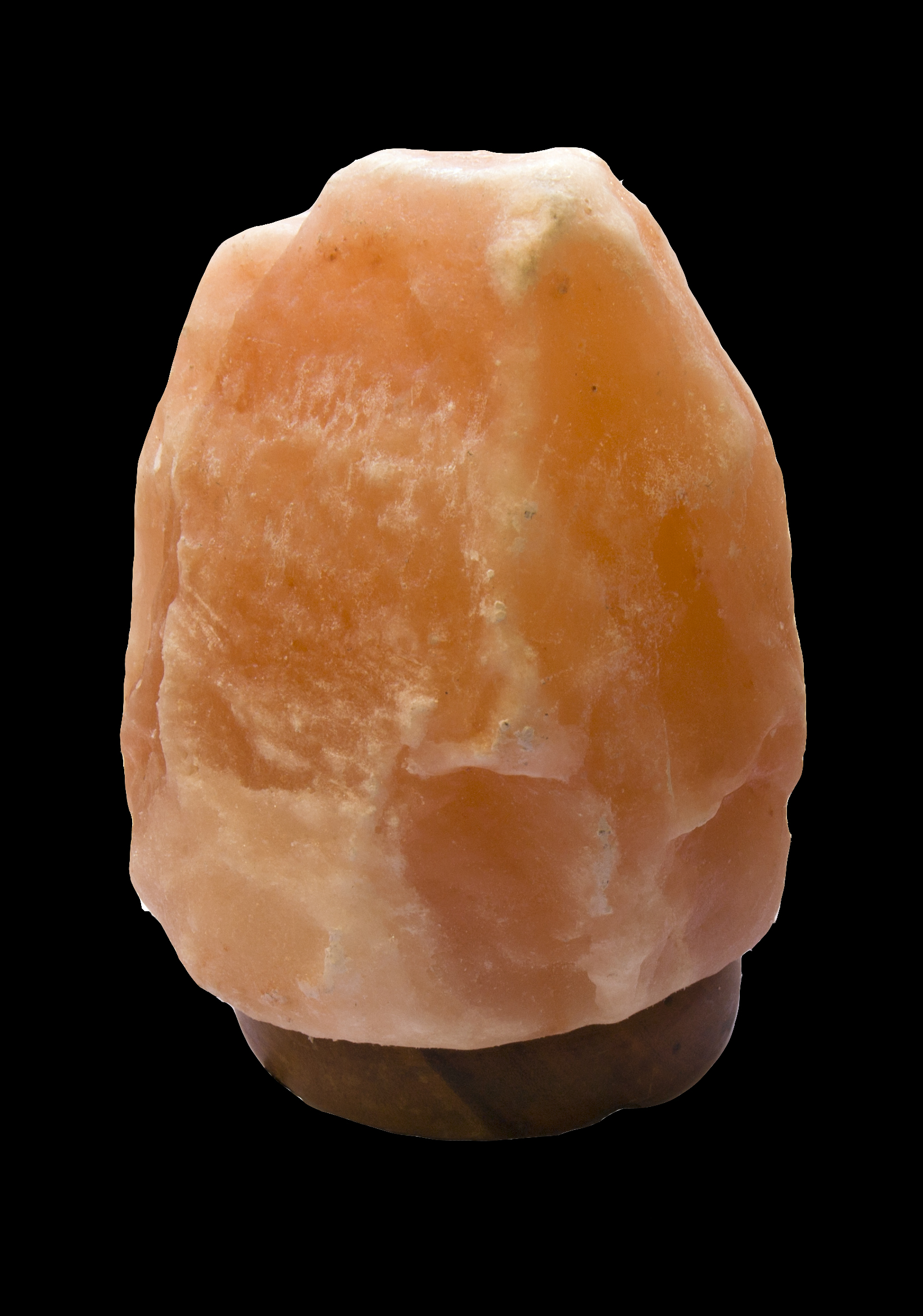
Lámpara de sal de tamaño pequeño

Una lámpara de sal es una lámpara creada artesanalmente perforando una piedra de sal (generalmente de sal de Himalaya por su color rosado), en la que se introduce una lámpara incandescente de manera que, gracias a las propiedades ópticas del mineral, se ilumina en su totalidad.

## Tipos de sal
Los tipos de sal que se usan para fabricar estas obras son diversos y se diferencian en color, luminosidad, conformación estética u otros. Cada una tiene una técnica de corte o forma de trabajo con diferentes características. Entre los tipos de sal con que son fabricadas dichas lámparas podemos encontrar de litio, selenita, halita, colpa común blanca, roja, amarilla. La rocas de sal se transforman en lámparas a través de un proceso de tallado y pulido que comenzó como una técnica artesanal en el norte de Chile utilizando las piedras en su estado natural(sal nativa) productor principal y poseedor de las reservas más grandes del planeta de cloruro de sodio (sal gema), la reserva más grande de sal en el mundo esta en Bolivia en el Salar de Uyuni.

## Beneficios
Se les atribuye la ionización negativa del aire, lo que tendría beneficios sobre la salud, aunque este fenómeno es muy discutido y hasta ahora no ha sido demostrado científicamente.